# Donald Moffitt
Donald Moffitt (n. 20 iulie 1931, Boston, Massachusetts, SUA – d. 10 decembrie 2014, Monroe⁠(d), Maine, SUA) a fost un autor american care a scris o serie de povestiri și romane științifico-fantastice. Cele mai faimoase dintre acestea sunt The Genesis Quest și Second Genesis. În timp ce a publicat multe lucrări sub propriul său nume, el a folosit și pseudonimele Paul Kenyon, Victor Sondheim și Paul King. În anii 1950, Moffitt a publicat aproximativ 100 de povestiri sub 15 sau mai multe pseudonime (Wilson MacDonald, James D'Indy și altele), în reviste precum Man's Action, Wildcat, Gent și Monsieur. Cunoscut mai ales pentru operele sale științifico-fantastice, Moffitt și-a îndreptat mai târziu atenția asupra misterelor istorice.